# Šárovcova Lhota
Šárovcova Lhota är en ort i Tjeckien. Den ligger i den centrala delen av landet, 90 km öster om huvudstaden Prag. Šárovcova Lhota ligger 280 meter över havet och antalet invånare är 191.
Terrängen runt Šárovcova Lhota är kuperad åt nordost, men åt sydväst är den platt. Runt Šárovcova Lhota är det tätbefolkat, med 276 invånare per kvadratkilometer. Närmaste större samhälle är Jičín, 15,3 km väster om Šárovcova Lhota. Trakten runt Šárovcova Lhota består till största delen av jordbruksmark.